# Артаваз (село)
Артаваз (вірм. Արտավազ) — село в марзі Котайк, у центрі Вірменії. Населення займається  рослинництвом і тваринництвом. Поруч із селом знаходиться монастир VII століття). До 90-х років. основна частина жителів села були азербайджанці. Хороший клімат чудово підходить для літнього відпочинку. У селі є курорти, табори, історичні місця.